# شنات
الشنات أو أسماك رأس الأفعى أو خباطيات (الاسم العلمي: Channidae) هي فصيلة من الأسماك تتبع رتبة الفرخيات من طائفة شعاعيات الزعانف. وهي فصيلة من الأسماك تتواجد في آسيا وأفريقيا يكون رأسها مطول عن جسمها، تكون هذه السمكة ملحقة بزعنفة ظهرية ولها فم كبير وأسنان لامعة، وتوجد حوالي 35 نوع من هذه الأسماك.

## التصنيف
- الشنة